# Kućno računalo
Kućno računalo je naziv za vrstu računala koje je bilo popularno od kasnih 70-tih do sredine 90-tih godina 20. stoljeća, a glavna osobina ovih računala jest da su svi dijelovi strojovlja u jednom kućištu, dok za video izlaz (zaslon) obično se koristio televizijski prijamnik.

## Povijest
Pojavom računala iz MIT-ovog Lincon laboratorija LINC 1962. godine dovelo je do prve revolucije u razvoju računarstva u SAD-u, i u to vrijeme je bilo kompaktno računalo koje je moglo stati u ormariću od 6 stopa visoko i 20 cola duboko i koje je imalo je za to vrijeme dobre sposobnosti. Arhtektura i dizajn je bila otvorena i nije bila zaštićena nikakvim patentima, te je MIT vodio radne grupe u kojima su obučavali svakoga tko je htio kako napraviti svoj LINC.
Westinghouseov inženjer Ivan Sutherland je 1965. godine pokrenuo je pokusni projekt ECHO IV u cilju razmatranja korisnosti računarskog sistema unutar kuće, odnosno automatizacije pojedinih zadaća u domaćinstvu.  Sutherland je skupio je razno sklopovlje koju je pronašao unutar tvrtke Westinghouse, i razvio je skup aplikacija koje su se koristile za: inventar, ostavljanje poruka, stvaranje kupovnih popisa, unos recepata, praćenje temperature unutar kuće, upravljanje kućanskih strojeva te prognoziranje vremena. Prvo komercijalno kućno računalo Honeywell H316 na osnovi ideja iz ECHO IV proizvela je američka tvrtka Honeywell 1969. godine s cijenom od 10.000 američkih dolara. Zbog visoke cijene (cijena jedne kuće u to vrijeme) a i zbog toga što koncept nije bio široko prihvaćen doživio je potpuni neuspjeh na tržištu.

### Ponovni povratak
Tijekom 70-tih godina 20. stoljeća na tržištima zapadnih zemalja došlo je do pojefitnjavanja i lakše dostupnosti elektronskih komponenti, te računalnih komponenti tako da su hobisti i amateri bili u stanju razviti svoje računalo rabeći komponente kao što su trazistori, bitslice, ili TTL kola kao porodica TTL kola 74LS. U svakom slučaju osobe koje su koristile ovim komponentima morali su stvoriti računalo iz temelja, tj. razviti svoju arhitetkuru, razviti obradničku jedinicu, napisati mikroprogram itd. Pojavom mikroprocesora u kasnim 1960-tim najavilo je novo doba za računarstvo. Iako su prvi mikroprocesorii bili rabljeni za američki svemirski program i vojne svrhe, nije trebalo dugo vremena do pojave prvih komercijalnih mikroprocesora u ranim 1970-tim kao recimo pojava Intel 4004 (4-bitnog), te godinu dana kasnije Intela 8008 koji je bio produžetak Intela 4004. Prvi bolji i sposobniji mikrprocesor bio je Intel 8080 koji se pojavio na tržišitu 1974. godine. Pojavom Intela 8080 nastao je zaokret na tržištu, gdje su konstruktori i dizajeri mogli napraviti sustave s manje perifernih kola. Iste godine 1974. na tržište izlazi Motorola 6800, godinu poslije MOS 6502 koji je bio dizajniran na istoj arhitetkuri kao Motorola 6800. Odlaskom dijela konstruktorskog tima iz Intela stvara se tvrtka Zilog, i 1976. godine na tržište izlazi mikroprocesor Zilog Z80 koji je bio bit kompatibilan s Intelom 8080, no imao je jednostavniju strukturu i zahtijevao je manje perifernih krugova za stvaranje računalnog sustava. Pojavom MOS 6502 i Ziloga Z80 na tržište stvoreni su temelji za stvaranje kućnih računala, jer ova dva mikroprocesora imala su dobar odnos cijene i performanse.

#### Novi val
Nakon dugog izbivanja s tržišta kao pojam, prva kućna računala su velikim mahom počela izlaziti od 1977. godine na tržištu SAD-a: Commodore PET, Apple II, Tandy Radio Shack TRS-80. Ova računala su se prodavala u robnim kućama i specijaliziranim trgovinama elektronike i nisu zahtijevali da krajni korisnik zalemi dijelove i sastavi ostale komponente da bi dobili radni sistem. Ovaj val nastao je pojavom jefinih 8-bitnih mikroprocesora: Zilog Z80 i MOS 6502, a i zbog drugih napredaka u industriji elektronike široke potrošnje.
Prva kućna računala imala su jednostavne tehničke sposobnosti i nedostatak programske podrške. Korisnici su u nedostatku programske podrške stvarali svoje programe preko ugrađenog BASIC prevoditelja ili korištenjem nekog drugog programskog jezika. Za mnoge korisnike ovo je bilo iznad njihovih mogućnosti, iako su se sistemi reklamirali da imaju neograničene mogućnosti koje su samo ograničene maštom njihovih korisnika. Tako da su mnoga kućna računala korištena većinom za igranje videoigara, i za poneke jednostavne zadatke kao uređivanje znakova, pohranu jednostavnih datoteka i tablično računanje.
Kućna računala stvorila su cijela nova tržišta za vanjske jedinice, dodatke, programsku podršku te je pokrenula veliku izdavačku industriju preko kojih su se izdavali razni časopisi i knjige. Kućna računala su tako pokrenula mikroprocesorsku revoluciju, i doveli su do razvijanja i uvođenja osobnih računala na tržište, isto tako u mnogim zapadnim zemljama tog vremena su pokrenule i računalne mreže preko kojih su korisnici mogli priključiti, razmjenjivati podatke, kupovati usluge i programsku podršku.
Nedugo nakon pojave Commodore PETa, Apple II, i Tandy TRS-80 tijekom 1979. i 1980. godine na tržištu su se pojavila mnoga nova računala: Atari 400/800 (1979.), Sharp MZ 80K (1979.), TI 99/4 (1979.), Sinclair ZX80 (1980.)
Poslije 1981. mnoge su tvrtke izrađivale računala pa su tako nastala mnoga međusobno nekompatibilna računala različitih sposobnosti i često bez programske opreme. 

Zbog velikog broja različitih strojeva, programska podrška za manje popularne proizvođače nije bila dostatna tako da su mnogi nestali u razdoblju oko 1983. i 1984. godine. Neke tvrtke i programske kuće vidjele su da je standardizacija bio ključ koji je nedostajao kod mnogih kućnih računala koja su se pravila prema cijeni. Tako da su mnogi proizvođači rabili svoja rješenja perifernih jedinica, operacijskih sustava i drugog. U pogledu standardizacije u Japanu su se udružili razni proizvođači elektronike s tvrtkom Microsoft i tako su stvorili standard MSX za 8-bitna kućna računala.
Zapadna tržišta nisu dobro primila MSX računala jer su na njima prevladavala računala Sinclair, Amstrad, Commodore i Atari, tako da standard MSX nije dugo trajao. Isto tako IBM PC računala započela svoj ulazak u domaćinstva tijekom sredine 80-tih, te sa svojom bogatom ponudom softvera doslovce pregazila kućna računala u kasnim 1980-tim.

### Nestanak
Pojavom sposobnijih 16 i 32-bitnih IBM PC-a i njihovih klonova krajem 80-tih godina 20. stoljeća, te pojavom 16 i 32-bitnih igraćih konzola dovelo je do brzog nestanka kućnih računala. Cijena novih IBM PC sustava na zapadnim razvijenim tržištima bila je pristupačna, i prema perforansama, programskog podršci zadovoljavali su mnoge zahtjeve. Tim više tijekom ranih godina 90-tih godina 20. stoljeća pojavom širokopojasne međumreže, kućna računala su u potpunosti nestala kao osnovno računalo u domovima.

### Svojstva
Kućna računala imala su sljedeća svojstva:
- centralna jedinica i tipkovnica ugrađena u istu jedinicu
- u početku od 1977. do 1985.
  - većinom su 8-bitni sistemi (Zilog Z80, MOS 6502 ili Motorola 6809 (izuzetak je 16-bitni TI-99/4A)
  - mala količina radne memorije, 1kB do 128kB
  - ugrađeni programski jezik (većinom BASIC) i jednostavni operacijski sustav u ROMu
  - video izlaz je bio povezan televiziju preko TV modulatora
  - masovna pohrana podataka obavljala se preko kasetofona, disketne jedinice bile su opcija
- od 1985. do 1992. godine
  - većinom 16-bitni mikroprocesori (Motorola 68000)
  - sistemi dobivaju standardne 3.5" disketne jedinice
  - 512 Kb i više
  - složeniji operacijski sustavi koji više nisu u ROMu

## Revolucija kućnih računala i utjecaj na ekonomiju

### 1970-te
- siječanj 1977: Commodore PET
- lipanj 1977: Apple II
- kolovoz 1977: Tandy Radio Shack TRS-80

- 1979: Atari 400,Atari 800, prva kućna računala s posebnim integrirarim krugovima za grafiku i zvuk
- 1979: Ti-99/4, prvo 16-bitno kućno računalo

### 1980-te
- Commodore 64
- Orao
- Atari ST
- Lola 8
- Sharp MZ-700
- Elektronika BK
- Robotron KC87